# Macroscaphites
Genre
Macroscaphites est un genre d'ammonites à déroulement partiel du Crétacé inférieur, caractéristique du Barrémien supérieur mais aussi présent au cours de l'Aptien. D'une longueur de 40 cm, on [Qui ?] suppose que ce céphalopode vivait dans les profondeurs des océans. L'espèce-type du genre est « Scaphites yvani » décrite par M. Puzos en 1832 et renommée Macroscaphites yvani par Fielding Bradford Meek (d) en 1876.

## Liste d'espèces

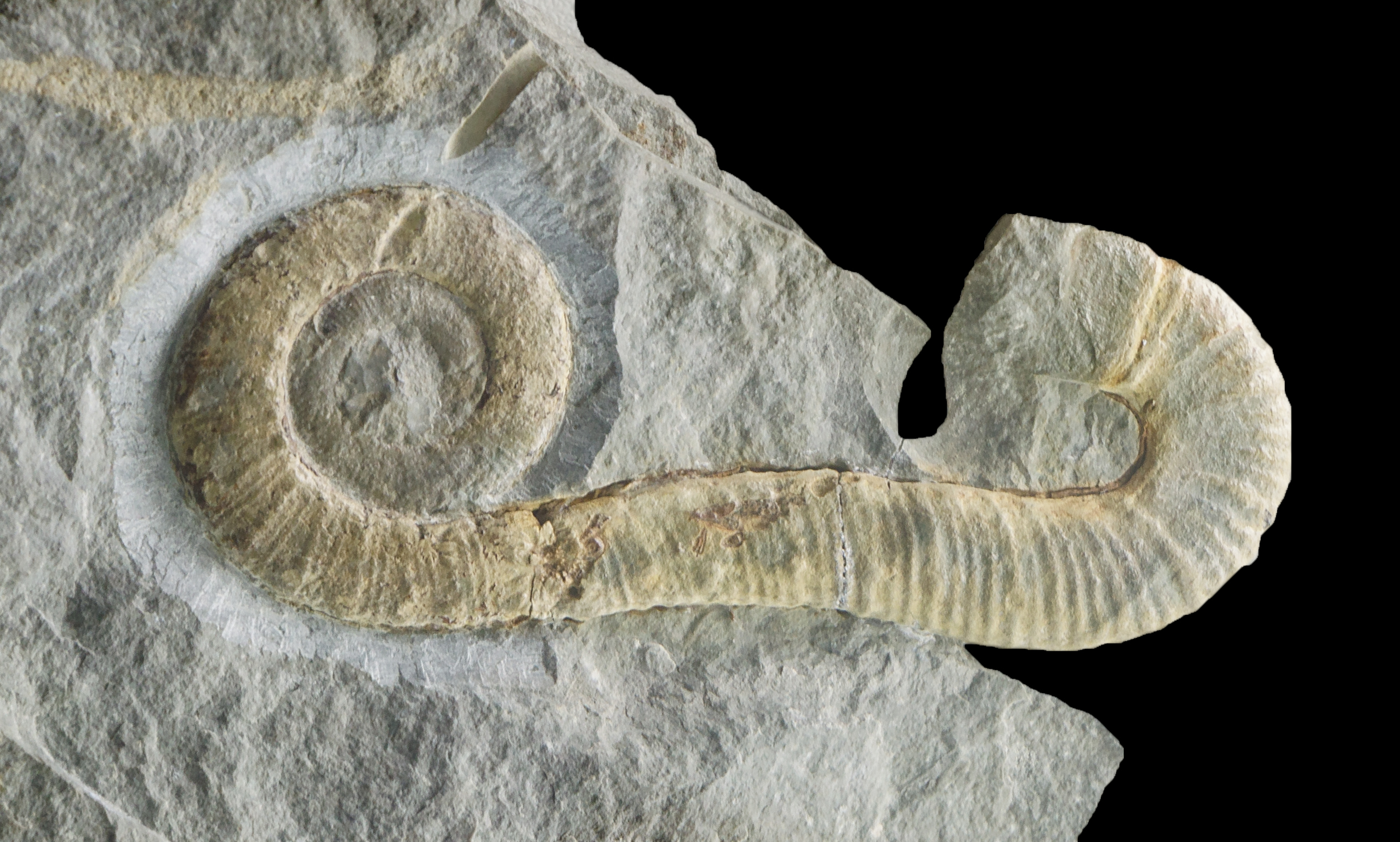
Fossile de Macroscaphites tirolensis.

- Macroscaphites yvani (Puzos, 1832) : Cuba, Colombie, Mexique[3];
- Macroscaphites soaresi (Da Silva, 1962) : Mozambique[4].
- Macroscaphites tirolensis (Uhlig, 1887) : Province autonome de Bolzano.